# Искупление в христианстве

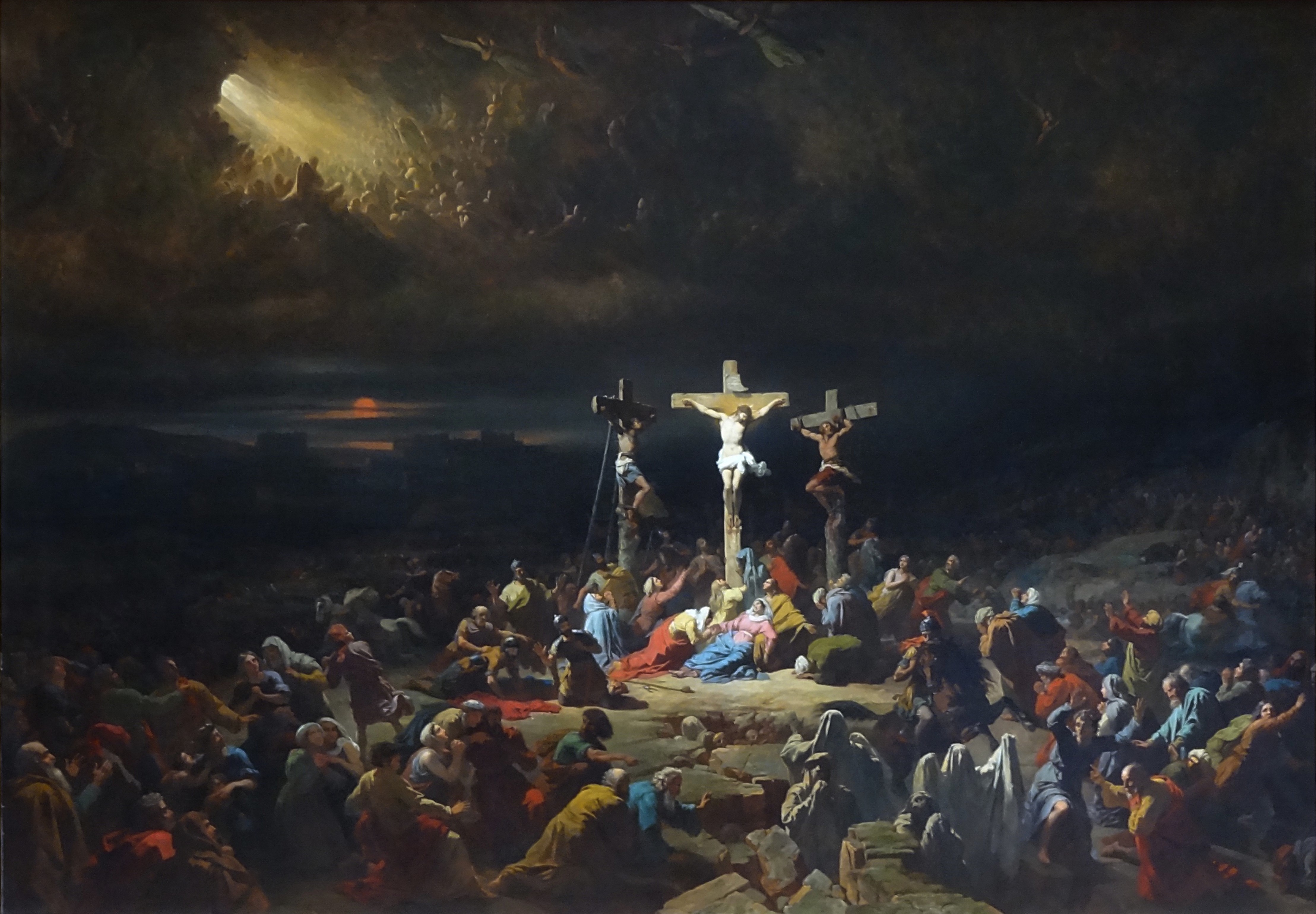
Последний вздох Христа,, 1840

Искупление (ивр. ge'ullah‎, греч. ἀπολύτρωσις, λύτρωσις, лат. redemptio — освобождение за выкуп) — богословская доктрина избавления грешного человеческого рода от власти греха (зла), вечной смерти, ада и диавола, совершённого жизненным подвигом, страданиями, крестной жертвой и воскресением Иисуса Христа. Искупление является одним из аспектов в учении о спасении человечества. Существуют юридическая, нравственная и «органическая» теории искупления.

## В Библии

### Ветхий Завет
Ветхий Завет подразумевает под искуплением (в иудаизме — геулла) выкуп в юридическом смысле. Земля обетованная и народ Израиля являются собственностью Бога, поэтому вынужденная продажа семейного надела предполагала возможность его возвращения посредством выкупа, который мог внести ближайший родственник (букв. «искупитель») или сам продавший, либо надел возвращался хозяину каждые 50 лет в юбилейный год (Лев. 25:25—28). Также обедневший член общины Израиля, вынужденный продать себя в рабство, мог быть выкуплен (Лев. 25:48, 49) ближайшими родственниками, имел право сделать это самостоятельно, либо освобождался в юбилейный год (Лев. 25:40, 41, 54).
Также в Ветхом Завете искупление являлось выкупом, который иудеи приносили за своих первенцев. Благодаря этому выкупу, первенцы, которые должны были быть посвящены на служение Богу в храме, освобождались от этого служения.
Также искуплением называется избавление евреев от вавилонского порабощения Богом (Ис. 41:14, Ис. 43:14, Ис. 44:6, Ис. 48:17, Ис. 49:7, Ис. 54:5, Ис. 60:16), когда Бог сойдет, как Мессия, к своему народу (Ис. 59:20).

### Новый Завет

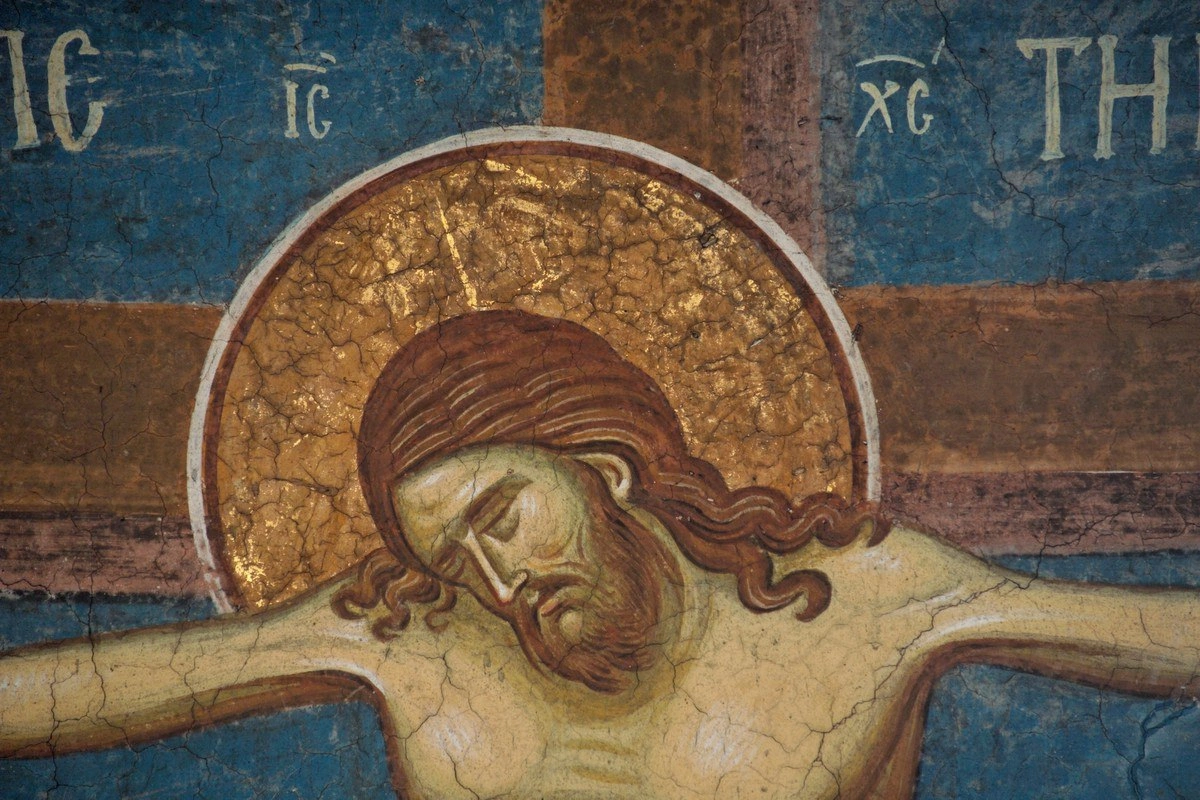
«Распятие», фреска монастыря Высокие Дечаны, Сербия, XIV век

В Новом Завете концепция искупления получает новое содержание, осмысление и выражение в связи с событиями воплощения, крестной смерти и воскресения Иисуса Христа.
В Новом Завете об искуплении как о цели миссии Иисуса Христа сказано лишь однажды в Евангелии от Матфея:

Сын Человеческий не для того пришел, чтобы Ему служили, но чтобы послужить и отдать душу Свою для искупления многих.
— Мф. 20:28
Согласно Новому Завету, искупление понимается как освобождение от грехов (Еф. 1:7, Кол. 1:14). Иисус Христос пожертвовал Своей жизнью ради искупления всех людей на все времена (Мф. 20:28, Мк. 10:45, Рим. 3:25, 1Тим. 2:6, Евр. 9:12). Он искупил людей от клятвы закона (Гал. 3:13), препятствующей приобщению совершенству жизни с Богом, то есть «усыновлению» (Гал. 4:5, Рим. 8:23), освободил людей от страха смерти (Евр. 2:15). Также апостол Павел говорит:

Вы куплены [дорогою] ценою; не делайтесь рабами человеков.
— 1Кор. 7:23
Вопрос о том, кому был заплачен выкуп, не приведён в новозаветном тексте.

## Юридическая теория искупления
Создателем так называемой юридической теории искупления является Ансельм Кентерберийский (1033–1109 года). При этом тенденции истолковывать искупление в юридических понятиях появились на Западе уже в IV веке, однако Ансельм был первым, кто, объединив эти тенденции, создал на их основе богословскую теорию.
Согласно этой теории, искупление понимается как юридическая концепция удовлетворения («сатисфакции») Бога за оскорбление, нанесённое согрешившими первыми людьми. По этой теории, грехопадение Адама оскорбило Творца, вызвало Его гнев, и потому для укрощения гнева Господня потребовалось принесение Богу такой жертвы, которая бы Его полностью удовлетворила. Однако конечность человеческого существа не позволяет людям выполнить условия такого искупления. Поэтому Сам Бог в Лице Своего Сына принес безмерный выкуп, чтобы Божия справедливость была удовлетворена. Христос был осужден на Крестную смерть вместо грешного человечества, чтобы открыть тому доступ к благодати.
Эту теорию разделяли и последующие западные схоласты, например Фома Аквинский. Однако он считал, что Иисус Христос пострадал на кресте не вместо людей, а ради них.
В русской богословской науке юридическая теория искупления утвердилась и получила широкое распространение в XIX веке.
Начиная с конца XIX века юридическая теория искупления стала подвергаться критике в трудах многих русских богословов (протоиерей Пётр Гнедич, священник Николай Петров и другие). Критики этой теории указывали на её неприемлемость для православного богословия, так как эта теория:
- произвольно экстраполирует правовые отношения, существующие в человеческом обществе, на отношения между Богом и человеком, тогда как Бог не является членом человеческого общества и на Него не распространяется действие законов человеческого общежития;
- основывается на понятиях («оскорбление», «удовлетворение», «заслуга» и прочее), которые не имеют основания в Священном Писании и редко встречаются у Отцов Церкви, а если и встречаются, то, как правило, не в строго догматическом смысле;
- сводит искупление к единственному событию земной жизни Господа Иисуса Христа — к смерти на Кресте, лишая тем самым все остальные события земной жизни Спасителя сотериологической значимости;
- создает представление о Боге, несовместимое с данными Откровения, ибо по нравственным основаниям невозможно принять, что смерть Единородного Сына могла доставить удовлетворение правосудию Отца;
- основывается на противопоставлении свойств Божественной природы — милости и любви, с одной стороны, правды и справедливости — с другой, а также и действий этих свойств, что в Боге, как Существе абсолютно простом, представляется совершенно невозможным;
- противопоставляет свойства Божественной природы (правду и справедливость) самому Богу, превращая их в некую превосходящую Его реальность, что несовместимо с представлением о Боге как о Существе абсолютно свободном;
- рассматривает спасение как событие совершенно внешнее по отношению к человеку, драма искупления оказывается ограниченной отношениями между Отцом и Сыном, человек же со своей свободой никак в ней не участвует[4].

В настоящее время в католицизме после Второго Ватиканского собора (1965 год) преодолён односторонний подход к пониманию искупления. Этот собор сообщает об искуплении как о преображении человека через объединение человеческой природы с Сыном Божиим через Его смерть и воскресение. Катехизис католической церкви (1992 год), используя традиционные средневековые выражения, что «Иисус возместил нашу вину и принес Отцу удовлетворение за наши грехи», при этом сообщает, что вся жизнь Христа являлась тайной искупления (прежде всего Его крестные страдания), а искупление, совершенное Христом, состоит в том, что Он «пришел, чтобы отдать душу Свою для искупления многих».

## Нравственная теория искупления
Реакцией на крайности юридической теории искупления явилась так называемая нравственная теория искупления. Первым это название ввел в употребление в 1915 году профессор Казанского университета священник Николай Петров. Согласно этой теории, суть искупления состоит в том, что через преодоление всех искушений, через послушание Богу Отцу Иисус Христос явил высочайший пример для подражания. Для этой теории жертвенный подвиг  Христа является нравственным примером самоотверженной любви.

## Органическая теория искупления
В XX веке многие православные богословы перешли к рассмотрению учения об искуплении в духе святоотеческого наследия. Эта тенденция отмечается в трудах архимандрита Сергия Страгородского, церковного историка В. Н. Лосского, протоиерея Георгия Флоровского, протопресвитера Иоанна Мейендорфа и других. Эти богословы считали, что искупление нужно рассматривать как исцеление, преображение и в конечном счёте обожение человеческого естества.
Сторонники этой теории, которую условно называют «органической», в учении об искуплении исходят из того, что невозможно свести искупление к одному событию земной жизни Иисуса Христа, в том числе и к Крестной смерти. Исходный пункт этой теории состоит в том, что искупление не может рассматриваться в качестве мгновенного акта, так как вся земная жизнь Христа, от момента Боговоплощения и до Вознесения, имеет искупительное значение.
Согласно этой теории, цель пришествия Иисуса Христа в мир состоит не в том, чтобы уладить отношение между оскорбленным Богом и виновным перед Ним человеком, не для того, чтобы Своей смертью удовлетворить Божественной справедливости или утолить праведный гнев Божий, а в том, чтобы соединить человека с Богом таким образом, чтобы человек стал причастником Божеского естества (2Пет. 1:4), что отражено в трудах святителей Афанасия Александрийского, Григория Богослова, Григория Нисского и других Отцов Церкви.